# انیره ۱۳۵۲۶۸
سیارک ۱۳۵۲۶۸ (به انگلیسی: 135268 Haignere، نامگذاری:2001SX115) صد و سی و پنج هزار و دویست و شصت و هشتمین سیارک کشف شده‌است که در ۲۰ سپتامبر ۲۰۰۱ کشف شد.